# Île du Havre aux Maisons
L’île du Havre aux Maisons est une île de l'archipel des Îles de la Madeleine. Il y a trois agglomérations à Havre-aux-Maisons : Cap-Rouge, Pointe-Basse et Dune-du-Sud. C'est sur cette île que se trouve l’aéroport des Îles de la Madeleine et que se pratique la mytiliculture, c’est-à-dire l’élevage des moules, en l'occurrence la moule bleue. On y rencontre plusieurs élevages et on y trouve également une fromagerie et une miellerie. L'île accueille aussi le Centre de recherche sur les milieux insulaires et maritimes (CERMIM), affilié à l'Université du Québec à Rimouski. Havre-aux-Maisons formait une municipalité à part entière jusqu'à son regroupement avec d'autres municipalités des îles de la Madeleine pour former la municipalité de Les Îles-de-la-Madeleine.
Les habitants se nomment les Maisonnois et Maisonnoises. La population en 2006 était de 2 078 habitants.

## Géographie
L'île est située au nord-est de l'île du Cap aux Meules, de laquelle est séparée par un chenal que franchit un court pont. Ce chenal fait communiquer le golfe du Saint-Laurent, au sud et à l'est de l'île, avec la lagune du Havre-aux-Maisons qui se trouve à l'ouest. Un autre pont, traversant la lagune, permet à la route 199 de rejoindre la Pointe aux Loups par la dune du Nord. Une longue dune, la Dune du Sud, prolonge l'île vers le nord-est sur plusieurs kilomètres, précédée par un large entassement de formations dunaires appelé les Sillons. L'île est dominée par la butte Ronde, dont le versant ouest est dénudé d'arbres et le sommet coiffé d'une croix.
Cette île, bordée de falaises aux couleurs variées, conserve un air champêtre avec ses maisons éparses et ses routes sinueuses.

## Photos

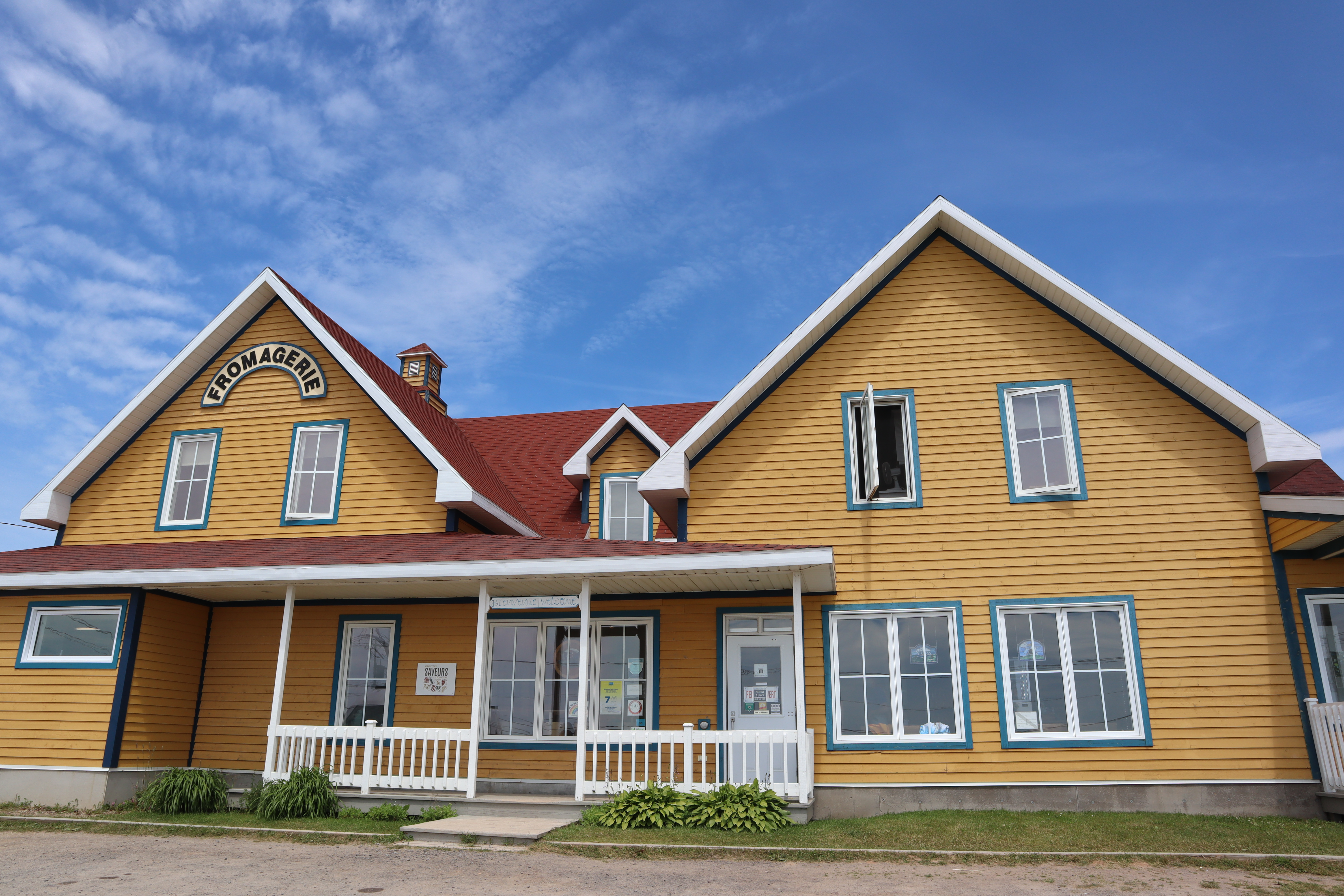
La fromagerie Pied-de-Vent produit deux fromages locaux, la Tomme des Demoiselles et le Pied-de-Vent.
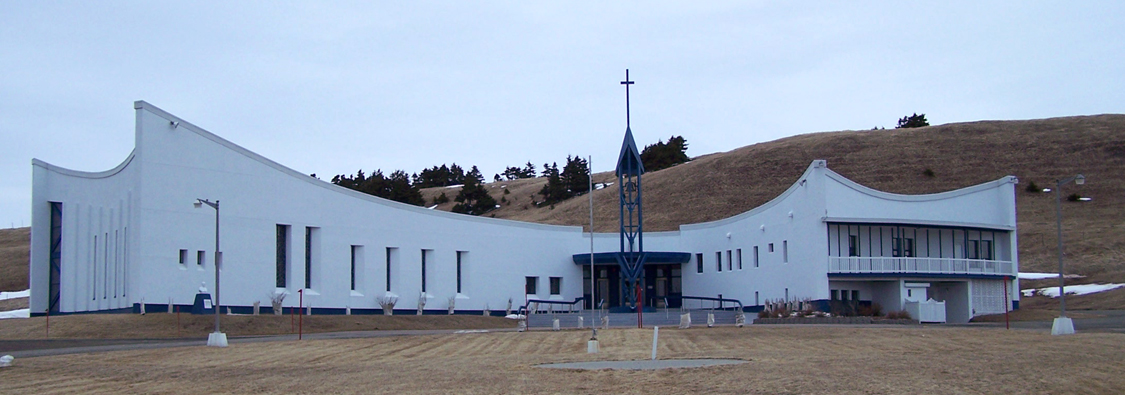
Église du Havre-aux-Maisons (avril 2007).